# Salzspeicher
Els Salzspeicher formen un conjunt de sis edificis construïts en maó d'estil renaixement (en alemany Backsteinrenaissance) al marge del riu Trave a la ciutat hanseàtica de Lübeck. La seva funció era la d'emmagatzemar la sal, com el seu nom Salzspeicher, alemany per a magatzem de sal indica.
Els sis edificis construïts al llarg dels segles XVI i XVIII es troben al llarg del riu Trave, molt a prop del Holstentor. La sal es proveïa de les salines de Lüneburg per la ruta de l'Alte Salzstraße així com pel Stecknitzkanal, un dels canals més antics d'Europa. Més tard, la sal també va provenir de Bad Oldesloe. La sal s'emprava en la indústria pesquera per a la salaó de peixos: principalment areng de la varietat: clupea harengus. Aquests magatzems van permetre a la Lliga Hanseàtica de dominar el comerç de sal durant molt de temps, la qual cosa va proporcionar estabilitat econòmica o riquesa a la zona. Al llarg dels anys les cases van adaptar-se per a altres mercaderies,. Avui s'hi troba un negoci de tèxtil.
La pel·lícula Nosferatu, eine Symphonie des Grauens (Nosferatu, una simfonia de l'horror) rodada el 1922 per Friedrich Wilhelm Murnau va emprar una d'aquestes Salzspeicher com a residència del vampir.